# ESPN
ESPN은 Entertainment and Sports Programming Network(엔터테인먼트 앤 스포츠 프로그래밍 네트워크)의 약자로, 미국의 스포츠 전문 케이블 텔레비전 네트워크이다. 스포츠 방송과 이에 관련된 프로그램을 만들어 24시간 방송하는 방송국이다. ESPN의 지분비율은 미국 월트 디즈니 컴퍼니가 80%, 허스트 커뮤니케이션이 20% 소유한다.
ESPN의 간판 방송은 "스포츠 센터"이다. 방송은 코네티컷주 브리스틀의 스튜디오에서 만들고 있으며, 노스캐롤라이나주 샬럿과 로스앤젤레스에도 사무소가 있다.
2015년 2월, 미국에서 ESPN은 유료로 가정에서 시청할 수 있다. ESPN는 약 200개국에서 송출한다.

## 역사
스캇 라스무센(Scott Rasmussen)과 그의 아버지 빌 라스무센(Bill Rasmussen)이 창립하였고, 1979년 9월 7일 초대 최고경영자인 쳇 시몬스의 지휘 하에 개국하였다. 로스앤젤레스 사무소는 L.A. 라이브라는 종합 단지를 2009년에 열었다. 1997년에 월트 디즈니 컴퍼니가 ESPN을 인수하여 현재까지 소유하고 있다. ESPN은 ESPN 3D를 통해 2010년 FIFA 월드컵 25경기를 3D로 중계했다. 하지만 월트 디즈니 측은 최근 ESPN에서는 3D방송 수익이 감소가 되었고, 결국 ESPN 3D는 2013년 9월 30일 폐국되었다.

## 같이 보기
- ESPN on ABC

## 참고 문헌
- McGuire, John; Armfield, Greg G.; Earnheardt, Adam C., 편집. (2015). 《The ESPN Effect: The Making of a Sports Media Empire》. Peter Lang. ISBN 978-1433126000.
- Miller, James Andrew; Shales, Tom (2011). 《Those Guys Have All the Fun: Inside the World of ESPN》. Little, Brown and Company. ISBN 978-0-316-04300-7.
- Vogan, Travis (2015). 《ESPN: The Making of a Sports Media Empire》. University of Illinois Press. ISBN 978-0-252-03976-8.